# 데클런 매케나
데클런 베네딕트 매케나(영어: Declan Benedict McKenna, 1998년 12월 24일 ~ )는 잉글랜드의 싱어송라이터, 악기 연주자, 패션 아이콘, 진보 성향의 성소수자 운동가, 인플루언서이다. 처음에는 2015년 글래스톤베리 페스티벌의 이머징 탤런트 대회에서 우승을 차지한 것으로 이름을 알렸다. 2014년 12월 국제 축구 연맹(FIFA)와 브라질에서 열린 2014년 FIFA 월드컵을 비판하는 노래인 "Brazil"를 스스로 발매하였다. 이 곡은 2016년 1월 23일 시리우스 XM 라디오의 알트 네이션에서 3주 동안 1위에 있었으며, 미국의 빌보드 얼터너티브 차트에서도 16위를 기록하였다. 2017년 7월 21일에는 첫 정규 음반인 《What Do You Think About the Car?》를 발매하였다. 2020년 9월 4일에는 코로나19 범유행으로 계속 미루어졌던 두 번째 정규 음반 《Zeros》를 발매하였다.